# Piotr I Mauclerc
Piotr I Mauclerc, Piotr de Dreux (ur. 1190, zm. 22 czerwca 1250) – książę Bretanii, młodszy syn Roberta II, hrabiego de Dreux, i Jolanty, córki Raoula I, pana de Coucy. Był w prostej linii prawnukiem króla Francji Ludwika VI Grubego.

## Życiorys
Mimo iż pochodził z królewskiego rodu, jako młodszy syn przedstawiciela bocznej linii dynastii, mógł liczyć jedynie na odziedziczenie niewielkich ziem w Île-de-France i Szampanii, co czyniłoby z niego pomniejszego feudała. Los dał mu jednak szansę na większą karierę. W marcu 1213 r. Filip II August, król Francji, doprowadził do ślubu Piotra z Alicją (1200 – 21 października 1221), dziedziczką Bretanii, najstarszą córką Gwidona z Thouars i księżnej Konstancji Bretońskiej, córki księcia Conana IV Młodszego.

Herb Piotra Mauclerca

Miesiąc po ślubie zmarł teść Piotra i ten został księciem Bretanii razem z Alicją, ale to mąż sprawował faktyczne rządy na Bretanią. Nie jest do końca jasna sprawa jego tytułu. Filip August tytułował go w swych dokumentach „hrabią”, sam Piotr używał tytułu „księcia”. W 1214 r. brał udział w walkach przeciwko królowi Anglii Janowi bez Ziemi. W okresie swoich rządów Piotr musiał zmagać się z opozycją baronów, którzy kilka razy buntowali się przeciw niemu. Piotr popadł również w konflikt z bretońskimi biskupami i w latach 1219–1221 obłożony był klątwą kościelną.
Alicja zmarła podczas porodu w 1221 r. Piotr miał z nią dwa synów i córkę:
- Jan I Rudy (1217 – 8 października 1286), książę Bretanii
- Jolanta (1218 – 10 października 1272), hrabina Penthievre, żona Hugona XI de Lusignan, hrabiego de La Marche
- Artur (1220 – przed 1223)

Po śmierci Alicji Piotr ożenił się jeszcze raz. Przed 1236 r. jego żoną została Małgorzata de Commequiers (ok. 1190–1241), córka Maurycego II de Commequiers. Małżeństwo to pozostało bezdzietne.
Piotr sprawował rządy w Bretanii w imieniu swojego syna Jana do 1237 r. W 1219 i 1224 r. brał udział w wyprawach przeciw albigensom. Należał do feudalnej opozycji przeciwko rządom regentki Blanki Kastylijskiej. W 1239 r. wyprawił się do Ziemi Świętej u boku hrabiego Szampanii Tybalda IV. Do Akki dotarł na początku września. 2 listopada krzyżowcy wyruszyli do Jafy, gdzie Piotr odłączył się od głównych sił i napadł na muzułmańską karawanę zagarniając bogate łupy. Wywołało to zazdrość innych krzyżowców, którzy postanowili zaatakować wojska egipskie pod Gazą. Ponieśli tam jednak klęskę i wielu z nich dostało się do niewoli. Piotrowi udało się tej niewoli uniknąć i w 1240 r. powrócił do Francji. Zdążył jeszcze wziąć udział w wojnie z Anglikami.
W 1248 r. Piotr wyruszył na wyprawę krzyżową u boku króla Francji Ludwika IX. Brał udział w ataku straży przedniej krzyżowców na Al-Mansurah i był jednym z nielicznych, którym udało się wydostać z miasta. Został wówczas ranny w głowę. Zmarł niedługo później.